# Přestavlky (Ústí nad Labem)
Přestavlky é uma comuna checa localizada na região de Ústí nad Labem, distrito de Litoměřice.